# Shiver (chanson de Coldplay)
Pour les articles homonymes, voir Shiver.
Singles de Coldplay
Brothers and Sisters
(1999) Yellow
(2000)
Pistes de Parachutes
Don't Panic Spies
Shiver est une chanson du groupe de rock britannique Coldplay, extraite de l'album Parachutes. Il s'agit du premier single de cet album et est sorti le 5 mars 2000.